# 里士满 (印第安纳州)
里士满（英語：Richmond）是一個位於美國印地安納州韋恩縣的城市。根據2010年美國人口普查，該地共人口36812人，而該地的面積約為62.57平方千米。同時該地也是韋恩縣的縣治。

## 地理
里士满的座標為39°49′49″N 84°53′26″W / 39.83028°N 84.89056°W，而該地的平均海拔高度為299米（即981英尺）。

## 友好城市
- 俄罗斯谢尔普霍夫
- 日本大东町